# Єпрікян Наталія Андріївна
Наталія Араїківна Єпрікян, сценічний псевдонім Наталія Андріївна (нар. 19 квітня 1978, Тбілісі, Грузинська РСР) — учасниця і авторка телепроєкту «Comedy Woman», актриса комедійного жанру, телепродюсерка. Учасниця команди КВК «Мегаполіс» (2004—2007).

## Життєпис
Народилася 19 квітня 1978 року в Тбілісі, Грузинської РСР. Закінчила фізико-математичну гімназію. До 14 років жила в Тбілісі, а потім з родиною переїхала до Москви. У Наталії є молодший брат Гарік (музикант). Вона закінчила Російський економічний університет імені Григорія Плеханова за спеціальністю математик-економіст.

## Творчість
У 2006 році Наталія Єпрікян створює клубний гумористичний проєкт «Made in Woman». З 21 листопада 2008 року шоу виходить на каналі «ТНТ», а пізніше змінює назву на «Comedy Woman».
Брала участь у створенні серіалу «Універ» як автор діалогів. Також з'явилася у 154-й серії в якості керівника і учасниці шоу «Comedy Woman». Була ведучою програми «НТВ зранку» з 27 серпня по 10 вересня 2012 року.
У липні 2015 роки Наталія Єпрікян знялася в кліпі гурту «Рекорд Оркестр» на пісню «Лада Седан» .

### КВК
- Чемпіон Прем'єр-Ліги КВК — 2004
- Чемпіон Вищої ліги КВК — 2005
- Володар нагороди «Малий КіВіН у світлому» — 2005

### Участь в телешоу
- «Comedy Woman» (з 2008 року).
- «Слава Богу, ти прийшов!».
- «Хто хоче стати мільйонером?» (2008, 2009)
- «Інтуїція»
- «Cosmopolitan Відеоверсія»
- «Вечірній Ургант» (випуски 148 та 324)
- «Провідник» (2016 року)
- «Студія Союз» (1-й сезон, 17-а серія)
- «Love Is…»
- «Де логіка?» (5 грудня 2018 року)